# Fevzi Elmas
Fevzi Elmas (* 9. Juni 1983 in Biga) ist ein türkischer Fußballtorhüter.

## Karriere
Elmas begann seine Karriere 1999 beim Zweitligisten Çanakkale Dardanelspor. Zur Winterpause der Spielzeit 2004/05 wechselte Elmas zu Galatasaray Istanbul. Dort war er hinter dem Kolumbianer Faryd Mondragón und Aykut Erçetin die Nummer drei zwischen den Pfosten der Rot-Gelben. Seinen einzigen Einsatz für Gala und damit sein Erstligadebüt gab er dann am 34. Spieltag, dem 28. Mai 2005, beim 4:0-Sieg gegen Denizlispor. Dabei wurde er von Trainer Gheorghe Hagi in der 76. Minute für Mondragón eingewechselt.
Vor der Saison 2007/08 unterzeichnete Fevzi bei Medical Park Antalyaspor. Im Tausch wechselte Volkan Yaman nach Istanbul. Mit dem Zweitligisten stieg er zum Saisonende als Tabellenzweiter direkt in die Süper Lig auf. Im Sommer 2009 trennte sich Elmas von Antalyaspor und heuerte bei Orduspor an, wo er seinen früheren Teamkameraden Dagdelen als Stammtorhüter beim Zweitligisten ersetzen sollte. Dies schaffte Elmas auf Anhieb und ließ sich fortan nicht mehr verdrängen.
Zum Sommer 2013 wechselte er zum Zweitligisten Şanlıurfaspor. Nach zweieinhalb Jahren zog er innerhalb der 1. Lig zu Adana Demirspor weiter. Nach einer Saison für Demirspor einigte sich Elmas erst mit dessen Stadt- und Ligarivalen Adanaspor. Nach wenigen Tagen lösten aber beide Seiten nach gegenseitigem Einvernehmen den Vertrag auf. Anschließend wechselte Elmas zu Giresunspor.

## Erfolge
Galatasaray Istanbul
- Türkischer Meister: 2006 (ohne Einsatz)
- Türkischer Pokalsieger: 2005 (ohne Einsatz)

Antalyaspor
- Aufstieg in die Süper Lig mit Medical Park Antalyaspor: 2008